# Pulau Khatib Bongsu
Pulau Khatib Bongsu (en chinois : 卫星地图) est une île située au Nord de l'île principale de Singapour. 

## Géographie
Multitudes d'îlots reliés entre eux par détroits canaux, il s'agit d'une réserve naturelle de type mangrove dont les contours sont flous. Approximativement, elle s'étend sur 1,7 km de longueur pour une largeur d'environ 1,4 km.